# Laurent (South Dakota)

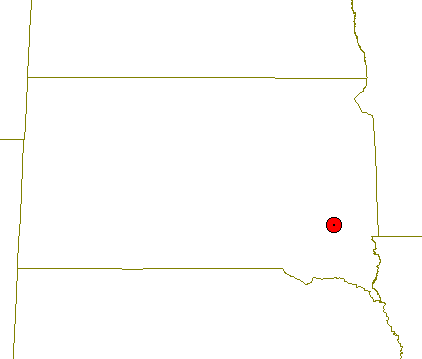
Lage von Laurent in South Dakota

Laurent war eine ursprünglich in McCook County in South Dakota geplante Siedlung für Gehörlose, Schwerhörige und andere Gebärdensprache benutzende Menschen. Sie sollte nach Laurent Clerc, einem amerikanischen Pionier der Gebärdensprache, benannt werden. Das Projekt war eine Initiative von Marvin Miller, einem gehörlosen ehemaligen Journalisten. Die Stadt sollte 130 Hektar umfassen und Platz für mindestens 2500 Personen bieten. Nach Millers Angaben war die Finanzierung des Projekts durch seine privaten Mittel und die einer Gruppe von privaten Investoren gesichert. Bereits über 100 Familien hatten ihr Interesse bekundet, die Siedlung zu beziehen. Das Projekt wurde aber auch kritisiert, weil dadurch Gehörlose isoliert und von der übrigen Gesellschaft ausgeschlossen würden.
Letztlich wurde die Siedlung jedoch nicht realisiert.